# Partido Comunista de Finlandia (Unidad)
El Partido Comunista de Finlandia (en finés: Suomen kommunistinen puolue, SKP; en sueco: Finlands kommunistiska parti, FKP) es un partido político finlandés de ideología comunista. Fue fundado a mediados de los años 1980 con el nombre de Partido Comunista de Finlandia (Unidad) (en finés: Suomen Kommunistinen Puolue (yhtenäisyys), SKPy; en sueco: Finlands kommunistiska parti (enhet), FKP(e)) por exmilitantes del Partido Comunista de Finlandia (1918-1994). El SKP nunca ha tenido representación parlamentaria, pero sí ha tenido concejales locales en algunos municipios, tales como las ciudades de Helsinki y Tampere.
El partido se registró oficialmente en 1997 con el actual nombre. En los años 1980, cuando la oposición y las organizaciones que controlaba fueron expulsadas del SKP liderado por Arvo Aalto, el SKPy decidió no registrarse al considerarse el auténtico SKP, y acusó a Aalto de haber secuestrado el partido de forma ilegal.

## Historia

### La oposición interna en el SKP
Los conflictos internos de los comunistas finlandeses comenzaron a mediados de los años 1960, cuando el partido, liderado por el nuevo presidente Aarne Saarinen, empezó a modernizar la línea oficial del partido. Una minoría de los cargos oficiales no aceptó estas reformas y acusó a la cúpula del SKP de revisionista. El partido no se partió en los años 1960 y siguió unido hasta mediados de los años 1980, Tras el XX Congreso del partido, las cosas cambiaron con la elección de Arvo Aalto como presidente del partido, tras lo cual la oposición taistoísta no participó (o fue excluida) en el comité central.

### Fundación del SKPy
El comité central del SKP expulsó a ocho organizaciones opositoras del partido el 13 de octubre de 1985. El 13 de junio de 1986, que los expulsados calificaron de "Viernes Negro", fueron expulsadas otras 494 organizaciones básicas y 17 organizaciones municipales o regionales. La oposición consideró estas expulsiones contrarias a la ley y llevó el conflicto al tribunal Helsingin Hovioikeus, que rechazó la decisión del SKP el 11 de junio de 1987 debido a detalles técnicos. El SKP volvió a expulsar a las mismas organizaciones en su XXI congreso celebrado entre el 12 y el 14 de junio del mismo año. Sin embargo, una semana antes, el recién formado SKP (Unidad) celebró su propio "XXI congreso" de partido. Las ambigüedades en el proceso de expulsión y la firme convicción de la oposición en su causa le dieron la justificación que necesitaba para considerar que el SKPy era el auténtico SKP. El SKPy acusó a Aalto de haber tomado el partido de forma ilegal. El SKPy no se registró oficialmente en el registro de partidos de Finlandia al considerar que ello suponía rechazar que el SKPy era el auténtico SKP.
El 26 de abril de 1986 tuvo lugar en Tampere una reunión de representantes de las organizaciones del SKP. Los presentes eligieron un comité central, encabezado por Taisto Sinisalo, antiguo vicepresidente del SKP y la figura más conocida de la oposición que ya había liderado al Comité de Organizaciones del SKP fundado en noviembre de 1985. En el XXI congreso del SKPy, Sinisalo fue reelegido. Yrjö Hakanen y Marja-Liisa Löyttyjärvi fueron designados vicepresidentes y el antiguo presidente del SKP, Jouko Kajanoja, fue elegido secretario del partido. En el discurso que Sinisalo pronunció en el congreso, dijo que el sufijo "unidad" se refería a la "fuerte intención de aunar todas las fuerzas del SKP". En el congreso, sin embargo, se estaba gestando el futuro y la construcción de un nuevo partido, una "reconstrucción" tal como la concebían los allí presentes. Antes de que se adoptara el nombre SKPy, el partido era conocido en los medios como la unidad o el grupo Tiedonantaja.

### SKP y la Unión Soviética
El SKPy estaba muy comprometido con la Unión Soviética y la línea política de su partido comunista (PCUS), que estaba experimentando profundos cambios durante el gobierno de Gorbachov. El SKPy apoyó la perestroika pero criticó a los que decían haber sido gorbachovistas antes del gobierno de Gorbachov. El SKPy acusó al SKP de ser anti-URSS y trató de vender a los finlandeses la imagen más positiva que podían de dicho país. Cuando el SKP se escindió, el apoyo financiero de la URSS se detuvo. Sin embargo, el PCUS de Gorbachov tuvo relaciones con los dos partidos.

### El KTP se escinde del SKPy
A finales de los años 1970, la oposición del SKP empezó a dividirse a medida que aquellos que apoyaban una versión más tradicional del marxismo-leninismo empezaron a criticar a los líderes de la oposición. Cuando se decidió que el SKPy no se registraría como partido oficial, algunos comunistas protestaron y exigieron dicho registro. Creían que el SKPy se aferraba a su mensaje de "unidad" en una situación en la que había dejado de ser realista. En el congreso del partido de 1987, estos afiliados fueron advertidos por la dirección del SKPy pero decidieron ignorar las advertencias y se dispusieron en torno a la formación de un nuevo partido.
Así, Por la Paz y el Socialismo - Partido Comunista Obrero (en finés: Rauhan ja sosialismin puolesta – Kommunistinen työväenpuolue, KTP) se fundó a principios del año 1988. Sus fundadores creían estar asegurando la existencia de un partido marxista-leninista en Finlandia mientras tachaban al SKPy de revisionista y de apoyar a Gorbachov. Una de las figuras más conocidas en este nuevo partido era Markus Kainulainen, un veterano secretario de distrito de Uusimaa por el SKP y exmiembro del Parlamento.

### Fundación de la Alianza de la Izquierda
Esko-Juhani Tennilä, miembro del Parlamento de Finlandia, fue elegido nuevo presidente del SKPy el 22 de octubre de 1989 cuando Kajanoja decidió dimitir a la vez que criticaba vehementemente a sus compañeros. Tennilä posteriormente dijo que tomó el cargo para asegurar que la fundación de un nuevo partido de izquierdas no sería saboteada por sus propios compañeros de partido, muchos de los cuales se oponían al mismo. La Alianza de la Izquierda (en finés: Vasemmistoliitto) se fundó en primavera de 1990 y se unieron miembros de SKPy y de su frente electoral Deva a pesar de las grandes disensiones existentes entre unos y otros.

### Disputa sobre la doble afiliación
Muchos en la Alianza de la Izquierda no eran partidarios a que se unieran miembros ya afiliados al SKPy. Así, se decidió que los miembros del SKPy no podían participar en las listas electorales de la AI, pero sí podían afiliarse. Debido a esto, Tennilä tuvo que dimitir de la presidencia del partido cuando se unió a la AI en el parlamento. Yrjö Hakanen fue elegido como sucesor de Tennilä. La llamada disputa sobre la doble afiliación, como se la llamaba, provocó que muchos afiliados del SKPy abandonaran la AI y que las relaciones entre los dos partidos se enfriasen aún más. Por otra parte, muchos antiguos miembros del SKPy participaban activamente en la AI.

### El «nuevo» SKP
En el congreso del partido de 1993 (celebrado el 28 y 29 de agosto), el SKPy movió ficha para la fundación de un nuevo partido comunista registrado oficialmente y el esbozo de un nuevo programa de partido. También se introdujo un nuevo logotipo para marcar esa idea de renovación. Se sugirió la celebración de un nuevo congreso para continuar el trabajo, y se produjo el 26 y 27 de noviembre de 1994. En el congreso el partido abandonó el sufijo «unidad» al considerarse que en el SKPy estaban todos aquellos camaradas que querían tener un nuevo partido comunista. Un club atlético pasó a ser la base de la nueva organización y fue renombrado como SKP. Esta decisión causó una división en el partido, ya que algunos habrían preferido que el SKP desempeñara un papel menor en forma de «foro marxista» de alguna clase. Tampoco estaban de acuerdo los dirigentes de la Alianza de la Izquierda. El SKP habría preferido seguir en la AI, pero no fue posible y los dos partidos se separaron en primavera de 1994. El SKP, sin embargo, no se registró de nuevo hasta 1997. Hubo cierta confusión, ya que el nuevo SKP no aceptó la responsabilidad por las deudas contraídas por el antiguo SKP, que había caído en bancarrota.

## Organización
El SKP posee 14 organizaciones a nivel de distrito. El comité central tiene 41 miembros y el politbyro 10. El periódico del SKP es Tiedonantaja, que se fondó en los años 1960. Tiedonantaja también había sido el periódico de Deva (el frente electoral del SKPy) entre 1986 y 1990. El redactor en jefe es Erkki Susi, quien había dirigido el periódico desde los años 1980. El SKP también cuenta con algunos periódicos locales.
Como el SKPy se consideraba el auténtico SKP, tenía la misma estructura organizativa. Estaba basado en el principio leninista del centralismo democrático y los estatutos del partido de 1958, modificados en 1978.

### Deva
Aunque el SKPy nunca se registró oficialmente como tal, sus partidarios fundaron un frente electoral, Alternativa Democrática (en finés: Demokraattinen vaihtoehto, Deva). Los parlamentarios de la Liga Democrática del Pueblo Finlandés (en finés: Suomen kansan demokraattinen liitto, SKDL, una organización dominada por el SKP) contrarios a las expulsiones fueron expulsados del SKDL y formaron el grupo parlamentario Deva. Deva era la SKDL del SKPy, y se suponía que atraería a algunos aliados democráticos. El muy minoritario Partido Socialista de los Trabajadores (en finés: Sosialistinen työväenpuolue, STP) no se unió a Deva pero algunos de sus miembros sí estaban en las listas de Deva. La Liga de las Juventudes Revolucionarias (en finés: Vallankumouksellinen nuorisoliitto, VKN) fue fundada por partidarios jóvenes del SKPy y de Deva, y funcionó como organización juvenil de Deva. También se incorporó la Liga de los Estudiantes Socialistas (en finés: Sosialistinen opiskelijaliitto, SOL). Deva estuvo liderado por la actriz Kristiina Halkola.
En las elecciones parlamentarias de 1987 Deva consiguió el 4,3% de los sufragios y cuatro escaños. En las presidenciales de 1988, el candidato de Deva, Jouko Kajanoja, no alcanzó el 2% de los votos. Ni siquiera todos los miembros del SKPy apoyaron a Kajanoja como presidente del partido. Deva cerró en 1990 después de fundarse la Alianza de la Izquierda y de que sus miembros se unieran a la nueva formación.

## Resultados electorales

### Elecciones parlamentarias
| Año   | Votos        | % de votos | Escaños |
| ----- | ------------ | ---------- | ------- |
| 1987a | 122.181 (#4) | 4,20%      | 4/200   |
| 1991b | 274.639 (#4) | 10,08%     | 19/200  |
| 1995b | 310.340 (#4) | 11,16%     | 22/200  |
| 1999  | 20.442 (#11) | 0,76%      | 0/200   |
| 2003  | 21.079 (#9)  | 0,76%      | 0/200   |
| 2007  | 18.277 (#9)  | 0,66%      | 0/200   |
| 2011  | 9.232 (#10)  | 0,31%      | 0/200   |
| 2015  | 7.529 (#12)  | 0,25%      | 0/200   |
| 2019  | 4.285 (#17)  | 0,10%      | 0/200   |
| 2023  | 3.058 (#17)  | 0,10%      | 0/200   |

a Dentro de Alternativa Democrática.
b Dentro de Alianza de la Izquierda.

### Elecciones regionales
| Año  | Votos | % de votos | Concejales |
| ---- | ----- | ---------- | ---------- |
| 2022 | 1 847 | 0,10%      | 0/1379     |

### Elecciones locales
| Año  | Votos  | % de votos | Concejales |
| ---- | ------ | ---------- | ---------- |
| 2000 | 10 460 | 0,47%      | 14/12 278  |
| 2004 | 12 844 | 0,53%      | 16/11 966  |
| 2008 | 13 986 | 0,55%      | 9/10 412   |
| 2012 | 11 174 | 0,45%      | 9/9674     |
| 2017 | 7 600  | 0,30%      | 2/8999     |
| 2021 | 2 073  | 0,06%      | 0/8859     |

### Elecciones al Parlamento Europeo
| Año  | Votos  | % de votos | Europarlamentarios |
| ---- | ------ | ---------- | ------------------ |
| 1999 | 7 556  | 0,61%      | 0/16               |
| 2004 | 10 134 | 0,61%      | 0/14               |
| 2009 | 8 089  | 0,49%      | 0/13               |
| 2014 | 5 932  | 0,34%      | 0/13               |

## Cargos del partido

### Presidentes
- Taisto Sinisalo (1986–1988)
- Jouko Kajanoja (1988–1989)
- Esko-Juhani Tennilä (1989–1990)
- Yrjö Hakanen (1990–2013)
- Juha-Pekka Väisänen (2013-2022)
- Liisa Taskinen (2022-)

### Vicepresidentes
- Yrjö Hakanen (1986–1990, 1º)
- Marita Virtanen (1986–1987, 2º)
- Marja-Liisa Löyttyjärvi (1987–?, 2º)
- Riitta Tynjä (1994–2004)
- Kaija Kiessling (2004–2007)
- Lena Huldén (2007–)
- Miguel López (2015 -)